# Giro delle Fiandre 1988
Il Giro delle Fiandre 1988, settantaduesima edizione della corsa, fu disputato il 3 aprile 1988, per un percorso totale di 279 km. Fu vinto dal belga Eddy Planckaert, al traguardo con il tempo di 7h27'28" alla media di 37,411 km/h.
Partenza a Sint-Niklaas con 197 ciclisti di cui 88 portarono a termine il percorso.

## Ordine d'arrivo (Top 10)
| Pos. | Corridore           | Squadra        | Tempo    |
| ---- | ------------------- | -------------- | -------- |
| 1    | Eddy Planckaert     | ADR-Mini Flat  | 7h27'28" |
| 2    | Phil Anderson       | TVM-Van Schilt | s.t.     |
| 3    | Adrie van der Poel  | PDM            | a 18"    |
| 4    | Sean Kelly          | KAS-Canal 10   | s.t.     |
| 5    | Steven Rooks        | PDM            | s.t.     |
| 6    | Marc Sergeant       | Hitachi        | s.t.     |
| 7    | Charly Mottet       | Système U      | s.t.     |
| 8    | Rudy Dhaenens       | PDM            | s.t.     |
| 9    | Gert-Jan Theunisse  | PDM            | s.t.     |
| 10   | Giuseppe Calcaterra | Atala-Ofmega   | a 3'19"  |